# Бальестерос, Северьяно
Северья́но (Севе) Бальесте́рос Сота (исп. Severiano Ballesteros Sota; 9 апреля 1957; Педренья, Кантабрия — 7 мая 2011, там же) — испанский профессиональный игрок в гольф. Один из ведущих спортсменов-гольфистов в период с середины 1970-х годов до середины 1990-х годов. Он получил мировую известность в мире гольфа в 1976 году, заняв второе место на Открытом чемпионате по гольфу British Open. Впоследствии Бальестерос выиграл пять крупных чемпионатов в 1979—1988 годах, включая турниры Masters Tournament два раза — в 1980 и 1983 годах и Открытый чемпионат Великобритании по гольфу три раза — в 1979, 1984, 1988 годах. Он также был успешным игроком в Кубке Райдера: благодаря ему, выступавшему в роли игрока и капитана, европейская команда одержала пять побед; также он является пятикратным (что является рекордом) победителем чемпионата World Match Play Championship. Как правило, рассматривается как величайший испанский гольфист всех времён.
В течение 1990-х годов несколько потерял форму из-за травм спины, но продолжал играть в гольф, создал компанию Seve Trophy и работал в области гольф-дизайна. В 2007 году ушёл из гольфа ввиду ухудшающегося здоровья, в 2008 году ему был поставлен диагноз опухоль мозга. Тем не менее, в 2010 году он в последний раз принял участие в Открытом чемпионате. Умер 7 мая 2011 года в возрасте 54 лет.
Тайгер Вудс охарактеризовал Бальестероса как «одного из самых талантливых и ярких игроков в гольф, когда-либо игравших в эту игру».
В 2017 году награда «Игрок года» Европейского тура была переименована в его честь. Первым лауреатом премии «Сев Бальестерос» стал Хенрик Стенсон.